# Astragalus eubrychioides
Astragalus eubrychioides är en ärtväxtart som beskrevs av Pierre Edmond Boissier. Astragalus eubrychioides ingår i släktet vedlar, och familjen ärtväxter. Inga underarter finns listade i Catalogue of Life.